# Endemol Shine Australie
Endemol Shine Australia anciennement Southern Star est une société de production de télévision australienne fondée en 1972 par Neil Balnaves, filiale du groupe Banijay.
Son siège social se trouve à Sydney.
Cette société a produit, notamment, les séries de fiction Rivaux mais pas trop (Snobs), Blue Water High : Surf Academy et Correspondant Express (Foreign Exchange), ou la série documentaire Forensic Investigators, adaptée par la suite en français dans le cadre de la série Les Enquêtes impossibles.

## Historique

Logo de Southern Star Entertainment (1994-2013)

L'entreprise a été fondée en 1972 en Australie sous le nom de Hanna-Barbera Pty ltd, une division australienne de la société de production américaine Hanna-Barbera.
En 1974, le groupe Hamlyn prend une participation de 50 % dans Hanna-Barbera Australie et nomme Neil Balnaves à la direction.
Quatre ans plus tard, James Hardie Industries rachète le groupe Hamlyn et en 1979, Neil Balnaves devient directeur général du groupe Hamlyn.
En 1983, James Hardie Industries et Hanna-Barbera, société mère de Taft Broadcasting, renomme la division sous le nom de Taft-Hardie Group Pty. Ltd.
En 1984, la société crée une division à Los Angeles, Southern Star Productions, dirigée par Buzz Potamkin. Les programmes produits par cette division sont animés dans les studios de Hanna-Barbera à Sydney et porte le nom de Southern Star / Hanna-Barbera Australia.
En 1988, Neil Balnaves a racheté Taft-Hardie pour 11 millions de dollars, et renomme la société sous le nom Southern Star Group.
Les installations d'animation de Sydney ont été vendues, tandis que la division de Los Angeles a continué à fonctionner jusqu'en 1991, date à laquelle elle a été cédée à Turner Broadcasting System.
En 2004, Southern Star est racheté par Southern Cross Broadcasting.
En avril 2007, Fairfax Media rachète Southern Star à Southern Cross Broadcasting pour un montant d'1,3 million de dollars.

## Southern Star dans le groupe Endemol
En 2009, Fairfax Media vend Southern Star au groupe néerlandais Endemol. Le prix de vente communiqué par Fairfax Media est de 75 millions de dollars.
À la suite du rachat par Endemol, Hugh Marks quitte Southern Star et est remplacé par Rory Callaghan .
Le 11 décembre 2013, Southern Star devient Endemol Australie. 
En 2015, à la suite de la fusion de sa maison mère néerlandaise avec Endemol, Core Media et Shine Group, filiale de la société de productions américaine 21st Century Fox, Endemol Australie devient Endemol Shine Australie.
En novembre 2016, les frères Fennessy remplacent Janeen Faithfull à la direction d'Endemol Shine Australie .